# Antarktische Trockentäler

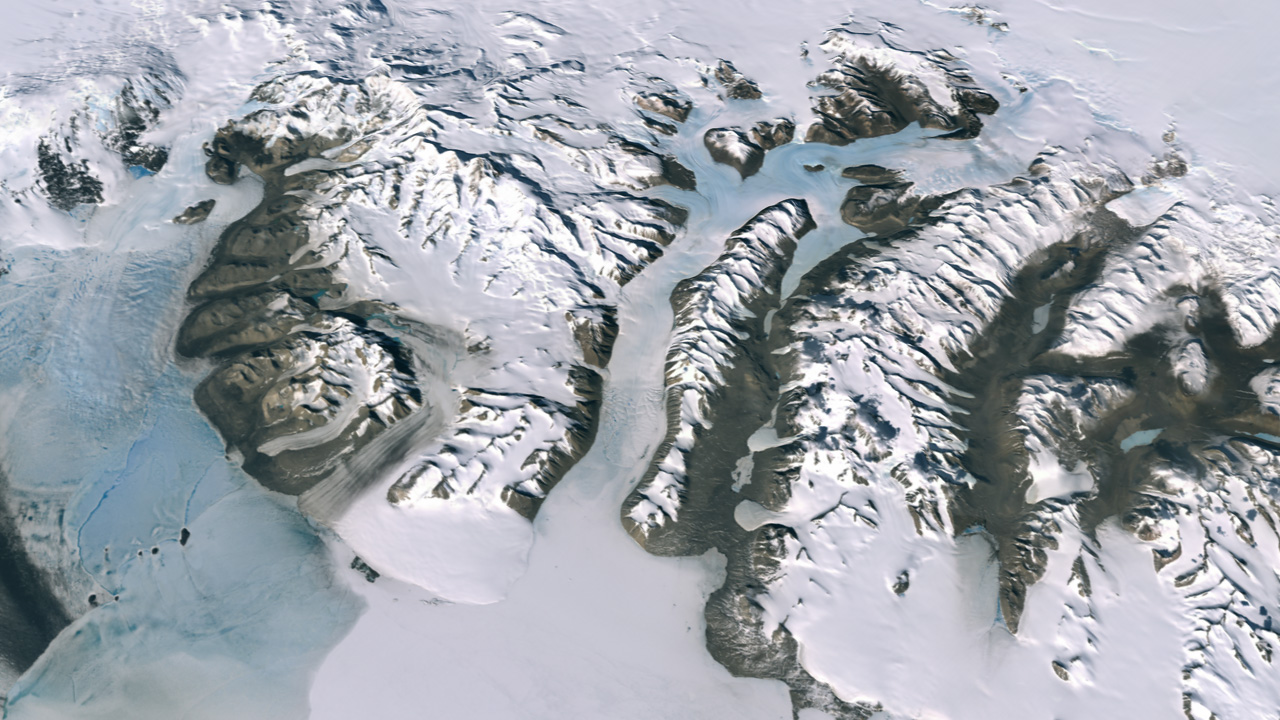
Computergeneriertes Bild aus der Vogelperspektive (Satellitenbildkarte als Textur für digitales Geländemodell): linke Bildhälfte der südliche Teil mit Denton Hills, Blue Glacier, Royal Society Range und Thomas Heights; rechts vom Ferrar-Gletscher folgen Kukri Hills, Taylor Valley, Asgard Range, Wright Valley, Olympus Range und Victoria Valley (mit Bull-Pass, McKelvey, Balham und Barwick Valley); im Hintergrund die Quartermain Mountains

Als Antarktische Trockentäler (englisch Antarctic Dry Valleys oder McMurdo Dry Valleys) bezeichnet man eine Reihe von eisfreien Tälern (eine antarktische Oase) im Viktorialand in Ostantarktika. Die größten sind Victoria Valley, Wright Valley und Taylor Valley. Durch die dort herrschenden extremen Bedingungen hat sich eine weltweit einzigartige Landschaft mit einzigartigen Lebewesen entwickelt.

## Lage

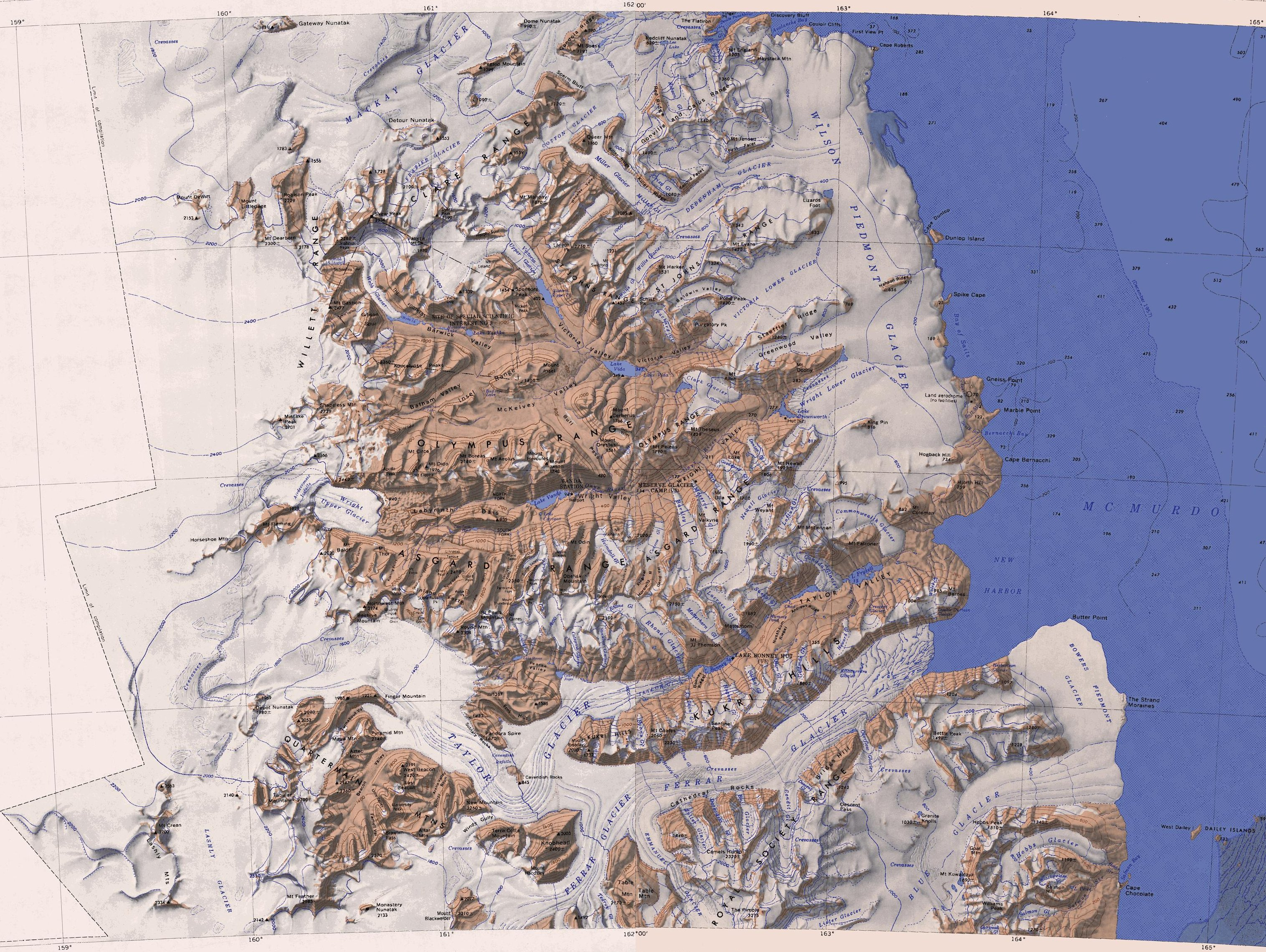
Topographische Karte des zentralen Teils der Antarktischen Trockentäler zwischen 77° und 78° Süd

Die Täler stellen einen Teil des Transantarktischen Gebirges dar, das die Antarktis über eine Länge von rund 4000 km durchzieht. Sie liegen an der westlichen Küste des McMurdo-Sundes gegenüber der Ross-Insel. Zusammen haben sie eine Ausdehnung von 51.300 km², wovon 11.300 km² eisfrei sind. Die Antarktischen Trockentäler beginnen bei etwa 77° 15′ Süd und enden bei ca. 77° 45′ Süd, außerdem liegen sie etwa zwischen 161° Ost und 163° Ost. Das Taylor-Tal erstreckt sich am weitesten nach Osten (etwa bis 163° 30′ Ost), das Victoria-Tal und das Wright-Tal reichen dagegen weiter nach Westen (bis 160° 30′ Ost).

## Trockentäler – Übersicht

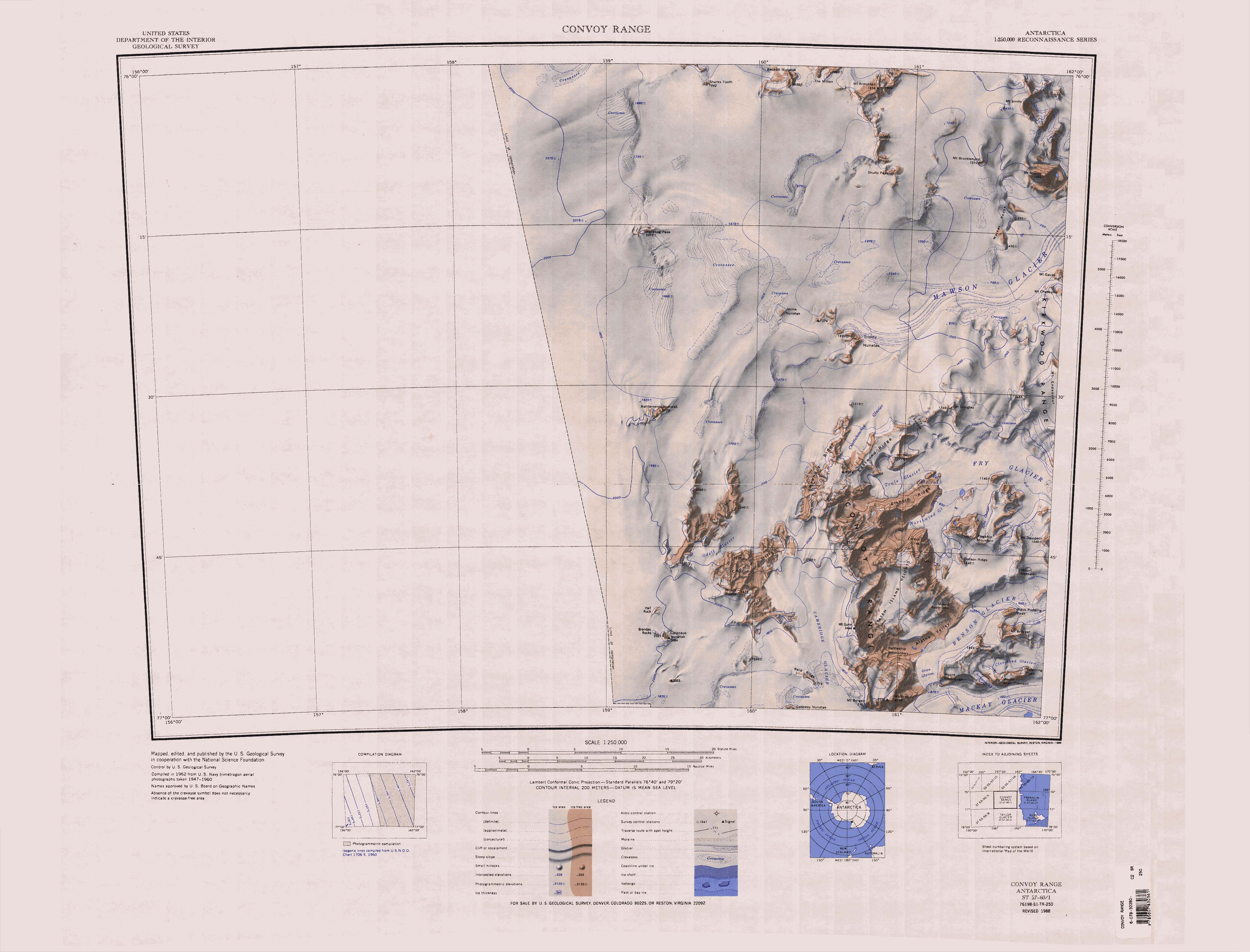
Kartenblatt Convoy Range 1:250.000 mit Alatna Valley

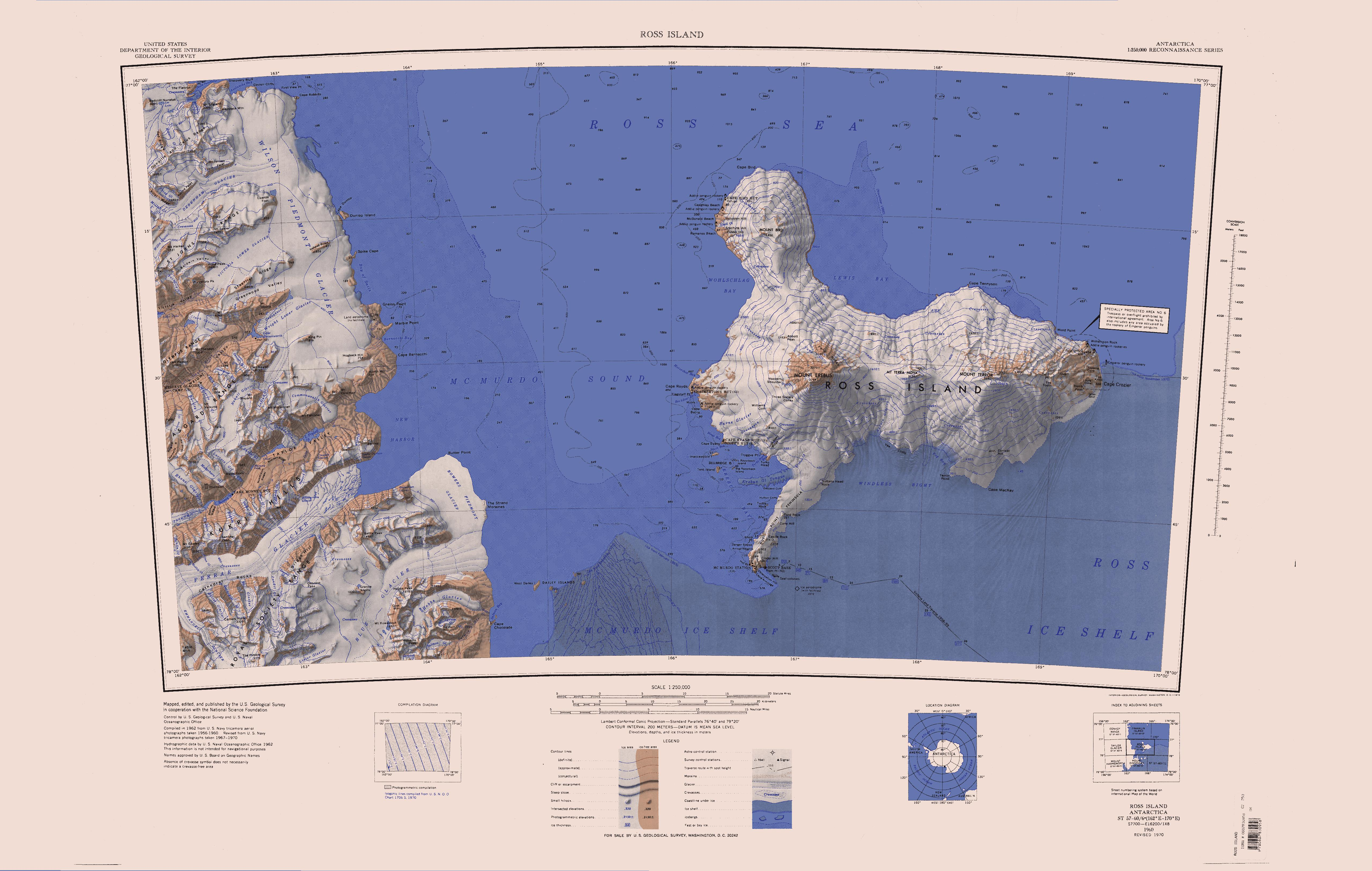
Die drei Haupttäler sind auf dem westlichen (linken) Rand des Topographischen Kartenblattes Ross Island 1:250.000 zu finden

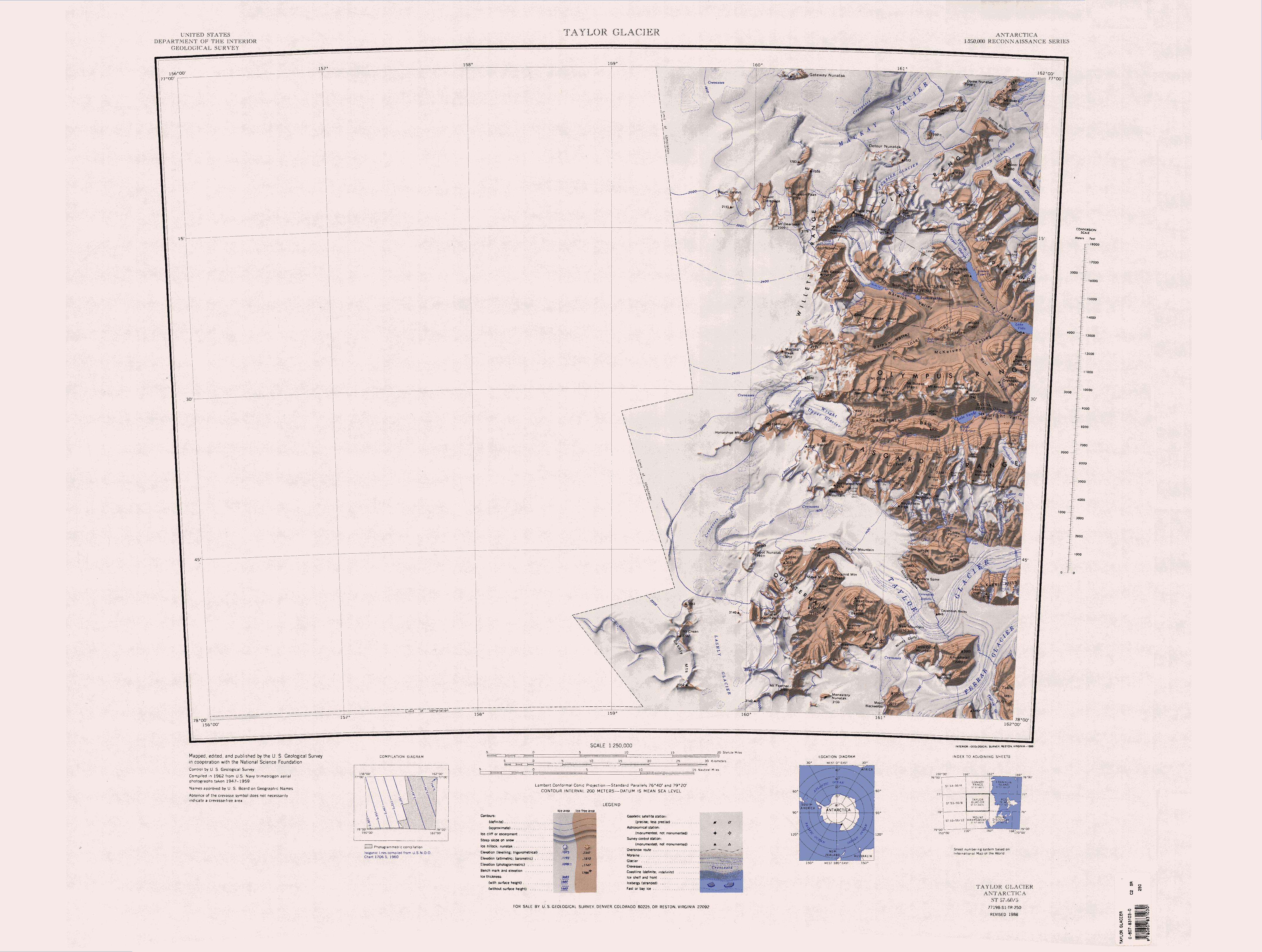
Kartenblatt Taylor Glacier 1:250.000 mit den westlichen Tälern Barwick, Balham und McKelvey Valley, sowie südlich davon Pearse Valley

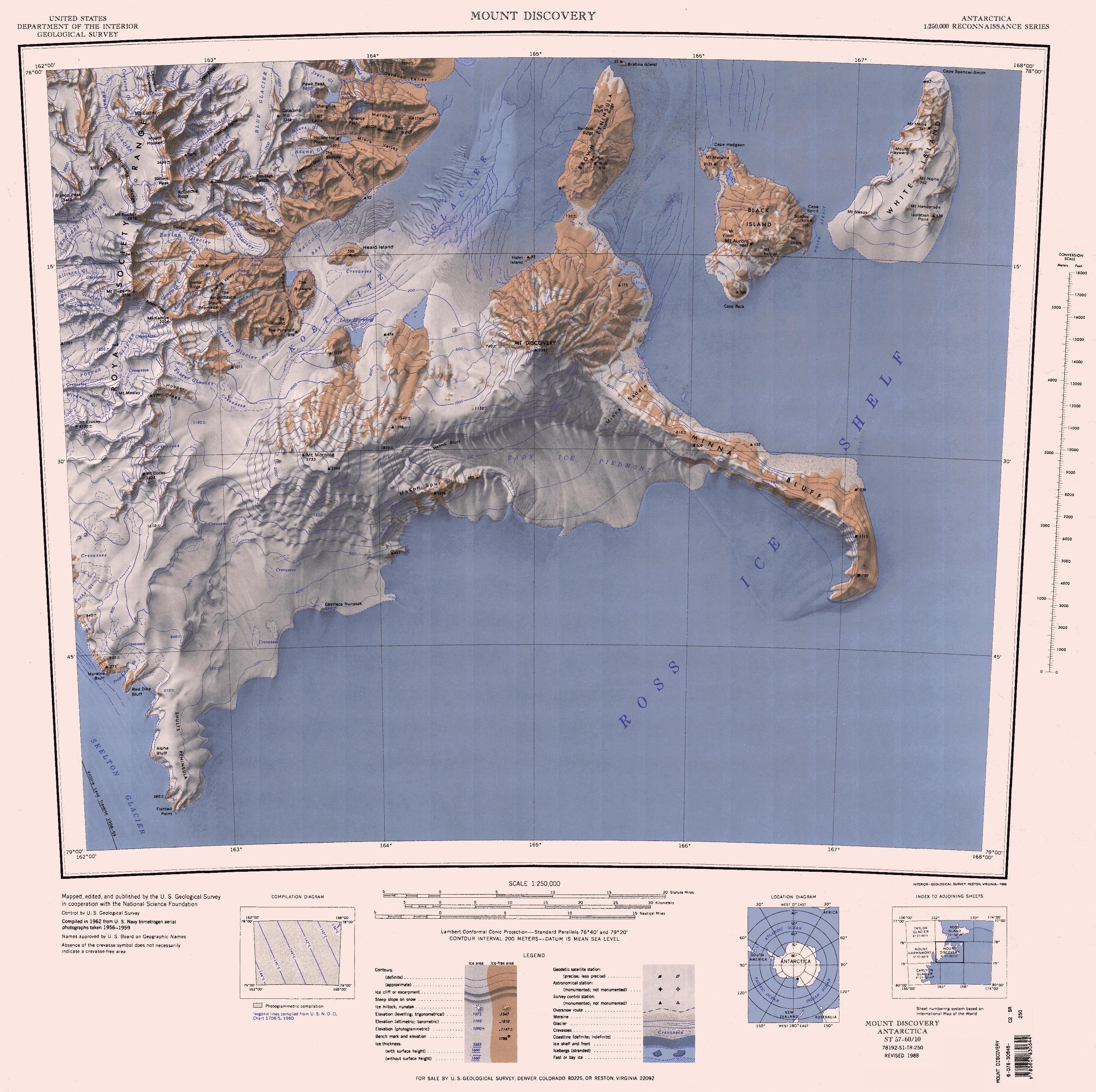
Kartenblatt Mount Discovery 1:250.000 mit den südlichen Tälern Garwood, Marshall, Miers und Hidden Valley

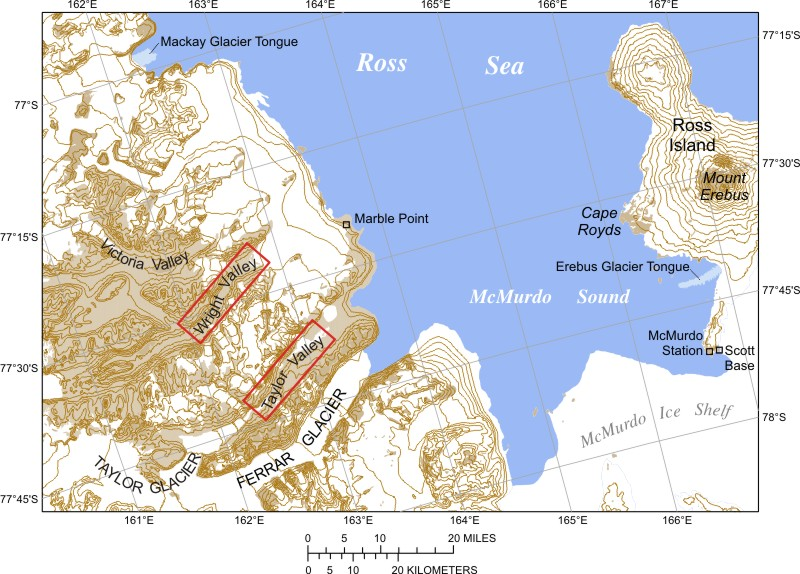
Lage der Trockentäler am McMurdo-Sund

- Alatna Valley ist das nördlichste, nördlich des Benson-Gletschers.

Die drei Haupttäler von Nord nach Süd sind:
- Victoria Valley (zwischen St. Johns Range im Norden und Olympus Range im Süden)
- Wright Valley (zwischen Olympus Range im Norden und Asgard Range im Süden)
- Taylor Valley (zwischen Asgard Range im Norden und Kukri Hills im Süden)

Westlich des Victoria Valley sind, von Nord nach Süd:
- Barwick Valley
- Balham Valley
- McKelvey Valley

Westlich des Taylor Valley liegt
- Pearse Valley (manchmal inkorrekt als Pearce Valley bezeichnet)

Südwestlich des Pearse Valley liegt
- Beacon Valley

Weiter im Süden, zwischen der Royal Society Range im Westen und der Westküste des McMurdo-Sundes an der Gletscherzunge des Koettlitz-Gletschers liegen, von Nord nach Süd:
- Garwood Valley
- Marshall Valley
- Miers Valley
- Hidden Valley

Das Victoria Valley ist das nördlichste und hat eine Länge von rund 40 km. Damit ist es auch das kleinste aller drei Täler. Südlich davon befindet sich die Bergkette Olympus Range, die ebenfalls zum größten Teil eisfrei ist und eine maximale Höhe von 2180 m aufweist.
Das Wright Valley, das südlich der Olympus Range liegt, weist eine Länge von 60 km auf; auffällig ist hierbei, dass es mit durchschnittlich 8 km breiter ist als die anderen Täler (2 km im Durchschnitt) und geringere Höhenunterschiede aufweist. Nach Süden hin steigt das Tal zu der Asgard Range auf, die jedoch stellenweise mit Schnee bedeckt ist. Diese Gebirgskette weist eine maximale Höhe von 2410 m auf. Durch das Wright-Tal fließt mit dem Onyx der längste Fluss der Antarktis.
Das Taylor Valley ist rund 50 km lang. Anders als das Wright Valley und das Victoria Valley, die zum Meer hin in den Wilson-Piedmont-Gletscher münden, endet das Taylor-Tal direkt im McMurdo-Sund. Dadurch ist es besser erreichbar als die anderen Täler und daher am beliebtesten für die Forschung.

## Klimatische Bedingungen
Die klimatischen Bedingungen in den McMurdo-Trockentälern gehören zu den extremsten der Erde. Die Landschaft ist eine hyperaride Polarwüste, mit minimalen Niederschlägen von 3 mm bis 50 mm Wasseräquivalent im Jahr. Während des antarktischen Winters fallen die Temperaturen auf unter −50 °C, auch im Sommer erreichen sie maximal −10 °C, äußerst selten sind Temperaturen um den Gefrierpunkt von 0 °C.
An der früheren neuseeländischen Vanda-Station am gleichnamigen See im Wright Valley wurde jedoch am 5. Januar 1974 mit 15,0 °C die höchste jemals in der Antarktis gemessene Temperatur erreicht.
Vom Land her wehen ganzjährig oft orkanartige Winde, die Felsen und Felsbrocken spalten und zerstören. Nur sehr selten bringen diese auch etwas Schnee von den Gletschern mit.
Die antarktischen Trockentäler sind trockener und lebensfeindlicher als die Atacamawüste in Chile oder die Sahara.
Eine Folge dieser Bedingungen ist, dass die Böden extrem versalzt sind. So findet man in einigen Gebieten Wasserpfützen, die durch den hohen Salzgehalt nicht einfrieren.

## Gründe für die extremen Bedingungen

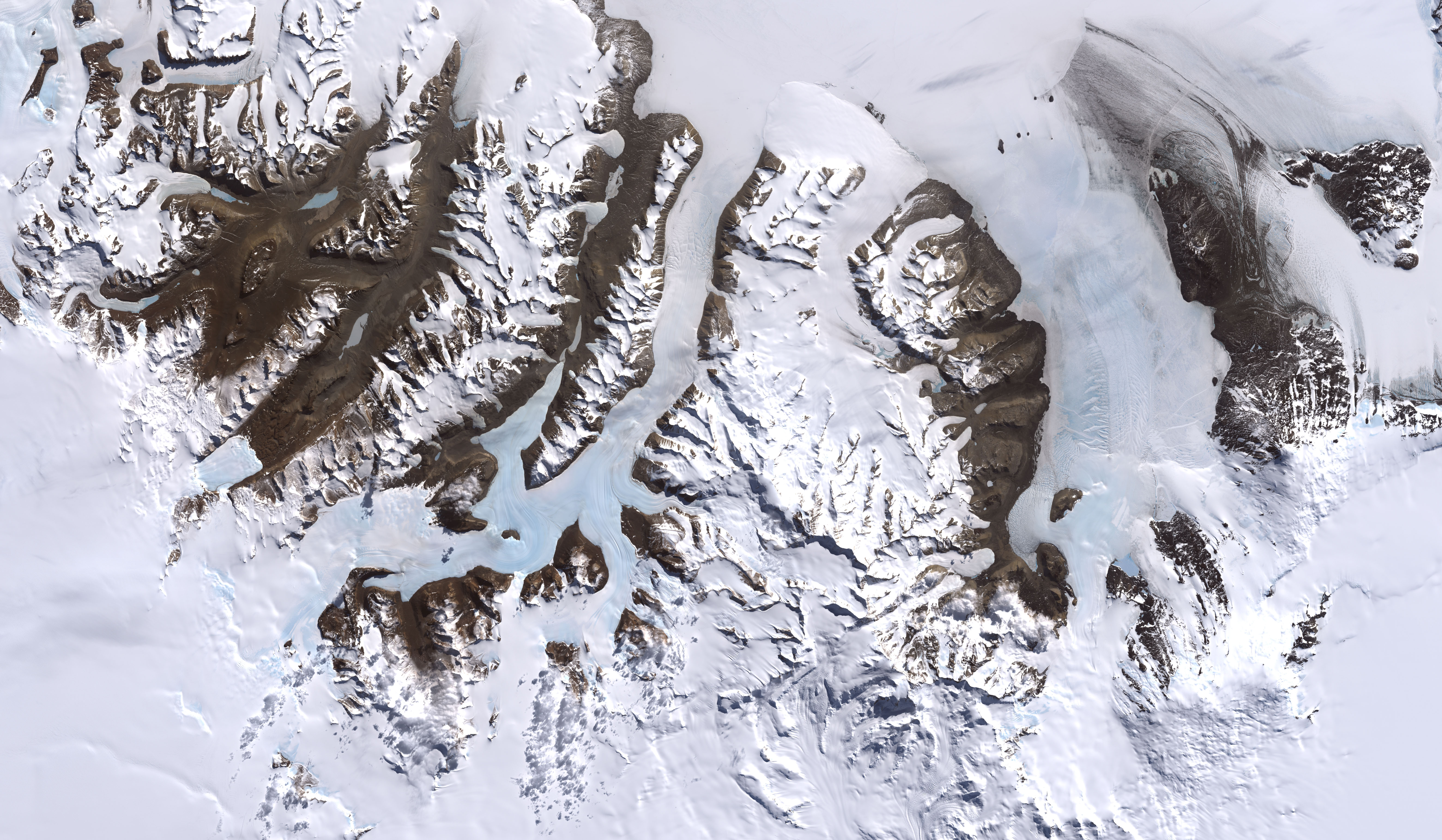
Landsat-Aufnahme

Der Hauptgrund für diese extremen Bedingungen liegt in der Lage des transantarktischen Gebirges. Diese Bergkette schirmt die Täler vom Kontinentaleis der Ostantarktis ab. Die Gletscher werden so von dem Gebirge aufgehalten und können nicht zum Meer, beispielsweise zum McMurdo-Sund, vordringen.
Das Kontinentaleis erreicht auf der einen Seite häufig nicht die gleiche Höhe wie die Gipfel der transantarktischen Bergkette. Die Winde, die nun über das Kontinentaleis zu den Bergen strömen, verlieren ihren Schnee an den Gipfeln der Bergkette. Sobald diese überschritten werden, sinken die trockenen Winde steil ab und wehen durch die Täler zum Meer. Infolge ihrer Trockenheit „saugen“ die Winde die letzte Feuchtigkeit aus den Tälern heraus.
Die oben genannten Bedingungen treffen allerdings nur auf die antarktischen Trockentäler zu, auf andere Regionen sind sie nur bedingt anwendbar. In anderen Teilen ist das transantarktische Gebirge sehr viel stärker durchbrochen, so dass das antarktische Kontinentaleis über die Bergketten hinweg zum Meer strömen kann. In solchen Gebieten ragen oft nur die Gipfel aus dem Eismeer heraus. Auch drückt das Kontinentaleis in anderen Regionen des transantarktischen Gebirges mit einem viel höheren Druck gegen die Bergkette.

## Ökologie
Die ökologischen Bedingungen der Region sind weltweit einzigartig. Allerdings spielt sich das Leben nicht auf der Oberfläche der Täler selbst ab, da die Bedingungen zu extrem sind, als dass sich ein Nährstoffkreislauf entwickeln könnte. In den Trockentälern haben sich jedoch einige Seen gehalten, die bis zu 80 m tief sind und seit Millionen Jahren größtenteils zugefroren sind. Jedoch tauen diese Seen an den Uferrändern mit millimetergroßen Lücken im November auf, so dass das Leben dort eine Chance zur Existenz hat. Aber auch der Onyx River und Wasserpfützen, die auch aufgrund ihres Salzgehaltes nicht zufrieren, beherbergen mikroskopisches Leben.

## Gewässer

### Seen
Einige der Seen gehören zu den salzhaltigsten Gewässern der Erde, mit höherem Salzgehalt als der Assalsee oder das Tote Meer. Diese Liste wird angeführt vom kleinen Don-Juan-See im oberen Wright Valley 9 km westlich des Vandasees.
- Vidasee (Victoria Valley)

- Vandasee (Wright Valley)
- Lake Brownworth (Wright Valley) (Süßwasser)
- Don-Juan-See (Wright Valley)

- Fryxellsee (Taylor Valley)
- Hoaresee (Taylor Valley)
- Tschadsee (Taylor Valley)
- Parera Pond (Taylor Valley) (Süßwasser)
- Bonneysee (Taylor Valley)

- Housesee (Pearse Valley)
- Joycesee (Pearse Valley)

- Garwoodsee (Garwood Valley)
- Mierssee (Miers Valley)

### Fließgewässer
- Kite Stream (Victoria Valley)
- Onyx River (Wright Valley)
- Vincent Creek (Taylor Valley)
- Crescent Stream (Taylor Valley)
- Harnish Creek (Taylor Valley)
- Huey Creek (Taylor Valley)

## Forschung

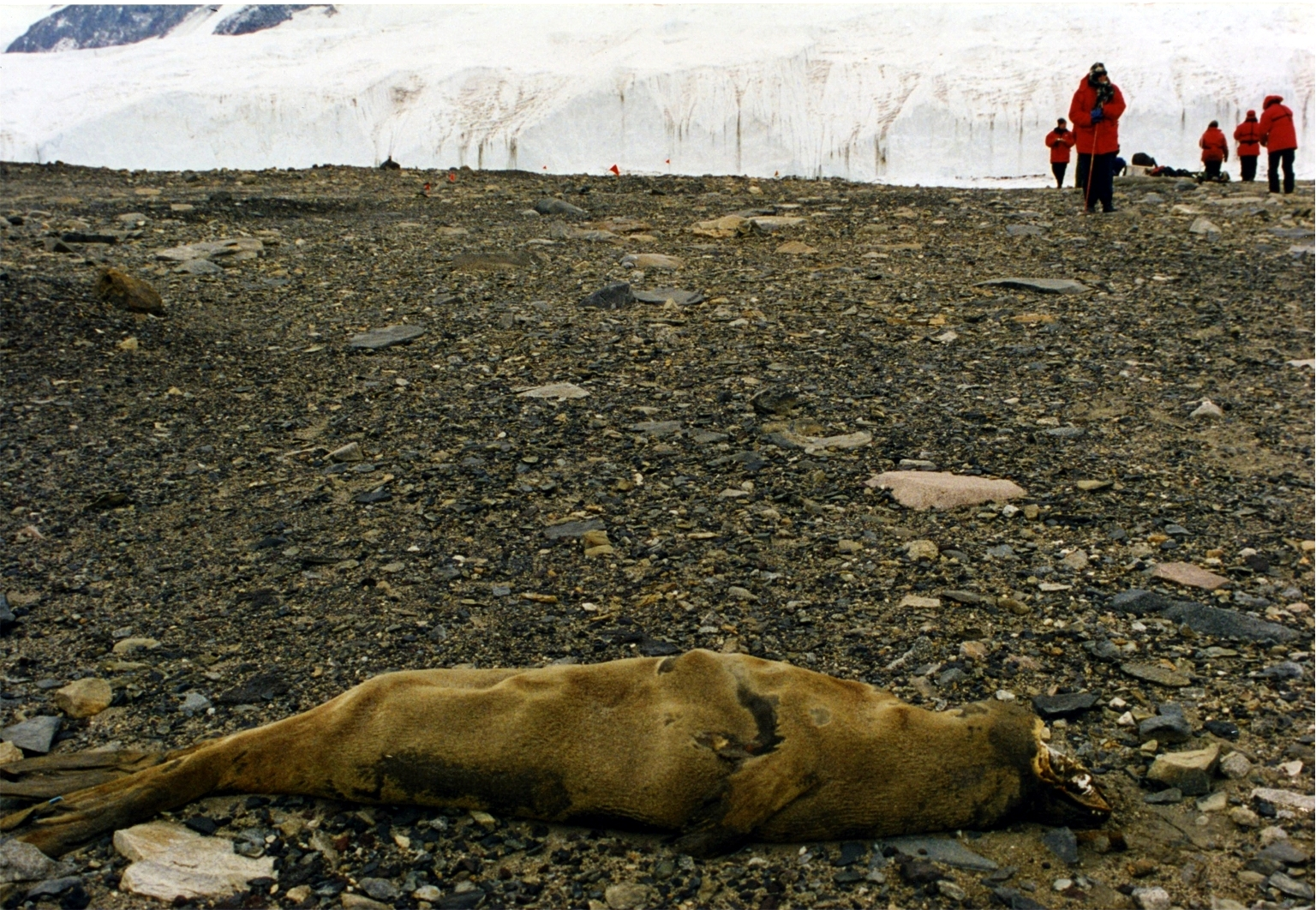
Mumifizierter Robben-Kadaver in den antarktischen Trockentälern

Für die Forschung sind die antarktischen Trockentäler hochinteressant. Die dortigen Lebewesen kommen so nur in diesen Tälern vor. Neben dem Studium der Ökologie spielen auch Fossilien eine große Rolle. Diese sind in dem Klima praktisch eingefroren und hervorragend erhalten worden. Auch die NASA interessiert sich für die Täler, da sie der Struktur der Marsoberfläche ähnlich sind. Im November 2012 berichteten Forscher nach Probenahmen aus dem Lake Vida vom Nachweis mindestens 32 verschiedener extremophiler Bakterienvarianten, die acht unterschiedlichen Stämmen zugeordnet werden konnten.